# Abogado del diablo

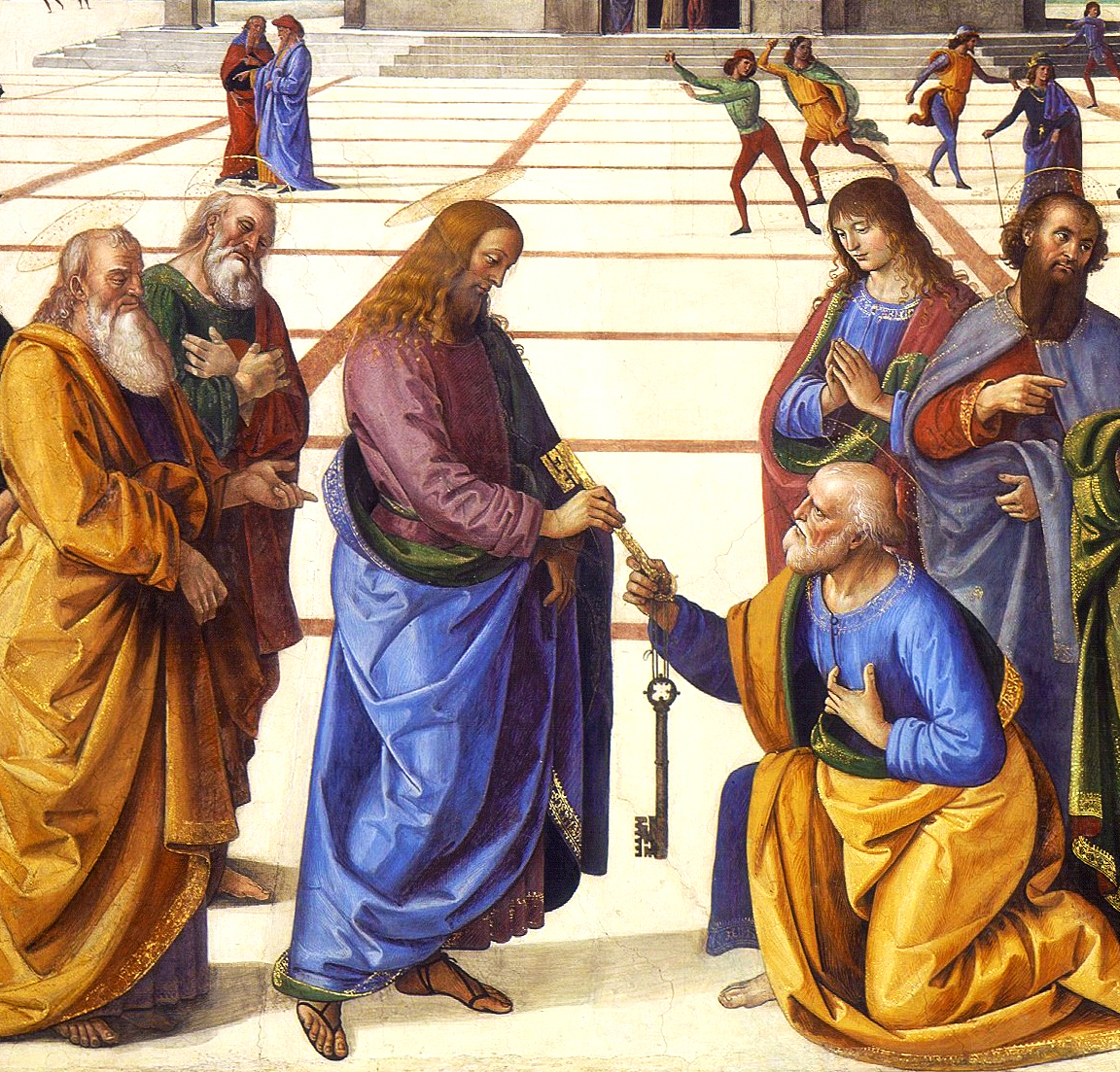
San Pedro

El abogado del diablo (en latín advocatus diaboli) o «promotor de la fe» (en latín Promotor Fidei) es el apelativo popular con el que se alude al procurador fiscal en los antiguos juicios o procesos de canonización de la Iglesia católica. Su denominación desde las reformas de 1983 es promotor de la justicia (promotor iustitiae).
El oficio de este abogado, generalmente clérigo doctorado en derecho canónico, era objetar, exigir pruebas y descubrir errores en toda la documentación aportada para demostrar los méritos del presunto candidato a los altares como beato o santo. Si bien su papel le hacía aparecer figuradamente alineado entre las filas de los que se oponen al candidato (de donde procede el mote de «abogado del diablo», para este «defensor del otro bando») en realidad se encargaba de defender la autenticidad de las virtudes del que será propuesto como modelo a imitar por el pueblo católico.
El oficio fue establecido en 1587 por el papa Sixto V y abolido por el papa Juan Pablo II en 1983. Este cambio le permitió realizar casi 500 canonizaciones y más de 1300 beatificaciones,[cita requerida] frente a las 98 canonizaciones de sus predecesores en el siglo XX.
En el lenguaje común, la frase jugar al abogado del diablo describe una situación en la que alguien, dado un cierto punto de vista, toma una posición con la que no necesariamente está de acuerdo (o simplemente una posición alternativa a la norma aceptada), por el bien del debate o para explorar el pensamiento más a fondo utilizando un razonamiento válido que no esté de acuerdo con el tema en cuestión y demuestre que su propio punto es válido. A pesar de ser de origen medieval, esta expresión idiomática es uno de los modismos ingleses más populares de la actualidad que se utiliza para expresar el concepto de argumentar en contra de algo sin estar realmente comprometido con la opinión contraria.

## Origen e historia
Durante el proceso de canonización empleado por la Iglesia católica, el Promotor de la Fe (en latín: promotor fidei), conocido popularmente como el abogado del diablo (en latín: advocatus diaboli), era un canonista designado por las autoridades de la Iglesia para argumentar contra la canonización de un candidato. El trabajo de esta persona era tener una visión escéptica del carácter del candidato, buscar huecos en la evidencia, argumentar que cualquier milagro atribuido al candidato era fraudulento, etc. El abogado del diablo se opuso al abogado de Dios (latín: advocatus Dei; también conocido como el Promotor de la Causa), cuya tarea era presentar el argumento a favor de la canonización. Durante la investigación de una causa, esta tarea ahora la realiza el Promotor de Justicia (Promotor Iustitiae), quien se encarga de examinar la veracidad de la indagación sobre la santidad del candidato. El Promotor de la Fe sigue siendo una figura en la Congregación de las Causas de los Santos y también es conocido como el Teólogo Prelado.
La oficina fue establecida en 1587 durante el papado de Sixto V. La primera mención formal de tal oficial se encuentra en la canonización de San Lorenzo Justiniano bajo el papa León X (1513-1521). El papa Juan Pablo II redujo el poder y cambió el papel de la oficina en 1983. En casos de controversia, el Vaticano aún puede buscar solicitar el testimonio de los críticos de un candidato a la canonización. Un ejemplo notable de esto fue en 2003, cuando se le pidió al autor Christopher Hitchens, un ateo y crítico abierto de la Madre Teresa, que testificara durante las audiencias de beatificación.